# Atracción x4 en Dream Beach
Atracción x4 (en Dream Beach) es una telenovela argentina producida por Ideas del Sur junto a Televisa, destinada al público juvenil. Desde su debut el 3 de noviembre de 2008,fue estrenada con el objetivo de repetir el éxito de Patito Feo. Durante sus dos temporadas, se emitió de lunes a viernes a las 19:00, finalizando el 5 de mayo de 2009. Tras su transmisión en Argentina por Canal 13,fue comprada por Turner Broadcasting System Inc. de Time Warner para ser transmitida por la cadena Boomerang en Latinoamérica.
Fue protagonizada por Gabriel Goity y Carola Reyna, con las actuaciones juveniles de Luisana Lopilato, Rodrigo Guirao Díaz, Camila Bordonaba, Darío Lopilato, Jennifer Williams, Elías Viñoles y Jorge Suárez.

## Argumento

### Primera Temporada (2008)
Cuenta la historia de dos familias cuyas vidas están entrelazadas por la música, la traición y el desencuentro. Hamlet Lacalle (Gabriel Goity) es un olvidado músico que sufrió la estafa y engaño de Gonzalo (Jorge Suárez), a quien consideraba su amigo. Este se apropió de una de las canciones de Hamlet y la transformó en un éxito musical que le generó una desmerecida riqueza. Con los años, Gonzalo se convirtió en un importante productor discográfico de los Estados Unidos. Además, se casó con Leticia (Carola Reyna), el gran amor de Hamlet. Con el paso del tiempo, las vidas de los dos ex amigos se vuelven a cruzar. 

### Segunda Temporada (2009)
Se da un giro a la historia a principios de 2009 con el nombre de Atracción x4 en Dream Beach, incorporando nuevos personajes, pues en la ficción ha pasado un año en el que se han dado varios cambios: Hamlet y Leticia son novios y han convertido la mansión Milhojas en un hotel de playa llamado "Dream Beach", Paula y Nina ya no son las de antes y muchas verdades más saldrán a la luz.

## Elenco
| Actor               | Personaje                            | Temporada    | Temporada    |
| Actor               | Personaje                            | 1            | 2            |
| ------------------- | ------------------------------------ | ------------ | ------------ |
| Gabriel Goity       | Hamlet Lacalle                       | Protagonista | Protagonista |
| Carola Reyna        | Leticia Gómez Balbuena               | Protagonista | Protagonista |
| Jorge Suárez        | Gonzalo Milhojas                     | Antagonista  | Invitado     |
| Luisana Lopilato    | Nina Lacalle(†)                      | Principal    | Principal    |
| Rodrigo Guirao Díaz | Francisco Milhojas/Gómez Balbuena(†) | Principal    | Principal    |
| Camila Bordonaba    | Malena Lacalle                       | Principal    | Principal    |
| Elías Viñoles       | Keto Milhojas                        | Principal    | Principal    |
| Jennifer Williams   | Paula Lacalle(†)                     | Principal    | Antagonista  |
| Darío Lopilato      | Pablo Milhojas                       | Principal    | Principal    |
| Estanislao Vilamajo | Kevin/Juan Cruz                      |              | Principal    |
| Belén Persello(†)   | Macarena                             |              | Principal    |
| Jennifer Gibson     | Pilar                                |              | Principal    |
| Gastón Stefani      | Lorenzo                              |              | Principal    |
| Jezabel Vasile      | Delfina                              |              | Principal    |
| Santiago Ramundo    | Benicio                              |              | Principal    |
| Lis Moreno          | Aldana                               |              | Principal    |
| Chiara Francia      | Simona Milhojas                      |              | Principal    |
| Susana Ortiz (†)    | Antonia                              |              | Antagonista  |
| María Roji          | Inés                                 |              | Recurrente   |
| Joaquín Murano      | Ramiro                               |              | Recurrente   |
| Luciano Cáceres     | Torino                               | Recurrente   |              |
| Mireia Gubianas     | Rita                                 | Recurrente   |              |
| Osqui Guzmán        | Augusto                              | Recurrente   |              |
| Eliana González     | Natalia                              | Recurrente   |              |
| Larry de Clay       | Celso                                | Recurrente   |              |
| Claudio Rissi       | Lucho                                | Recurrente   |              |
| Inés Palombo        | Lili Starrantino                     | Antagonista  |              |
| Ludovico Di Santo   | Simón Starrantino                    | Antagonista  |              |

## Temporadas
| Temporada | Temporada | Episodios | Estreno original (Canal 13) | Estreno original (Canal 13) | Estreno en Latinoamérica (Boomerang) | Estreno en Latinoamérica (Boomerang) |
| Temporada | Temporada | Episodios | Estreno                     | Final                       | Estreno                              | Final                                |
| --------- | --------- | --------- | --------------------------- | --------------------------- | ------------------------------------ | ------------------------------------ |
|           | 2         | 110       | 3 de noviembre de 2008      | 5 de mayo de 2009           | 16 de marzo de 2009                  | 3 de agosto de 2009                  |

## Banda sonora
«Atracción x4» es la banda sonora y primer álbum de estudio de la telenovela juvenil Atracción x4 lanzada el 3 de diciembre de 2008 en Argentina, Uruguay y Paraguay. Fue producida por Ideas del Sur, con el sello de la discográfica EMI Music. La música está interpretada por la banda ficticia formada por los 3 hermanos Milhojas; «Patota Tropical» es la banda de Hamlet, y «Las Latinas» es la banda formada por las 3 hermanas Lacalle.  

### Recepción comercial
El disco logró vender más de 20.000 unidades, logrando ser disco de oro en Argentina, posicionándose entre los discos más vendidos de diciembre de 2008, según CAPIF. Dada la buena recepción comercial del material discográfico, se hizo un segundo CD con tres temas inéditos, un DVD con videoclips de su antecesora y nuevos temas, todo bajo el sello de EMI Music.

#### Lista de canciones
1. «Todo puede cambiar»
2. «La mujer de mi padre»
3. «¿Por qué será?»
4. «Aire y fuego»
5. «Súper chica súper»
6. «Este dolor no es mío»
7. «Arriba Latinas» (adaptación exclusiva para la telenovela de la canción inédita «Ser Divina» de la serie Patito Feo, perteneciente a la gira Antonella en Concierto con Brenda Asnicar)
8. «Ella»
9. «Este dolor no es mío» (versión balada)
10. «Sólo sueños»
11. «Te extraño»
12. «¿Por qué será?» (versión remix)
13. «Este dolor no es mío» (versión TV) Bonus Track.